# Línguas nostráticas

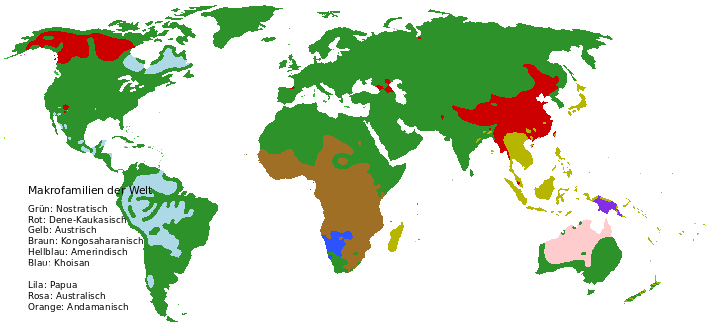
Em verde: Famílias línguísticas nostráticas.

Nostrático é uma família linguística hipotética de idiomas da Eurásia e da África. O termo foi cunhado pelo linguista dinamarquês Holger Pedersen em 1903.
É a possível proto-língua antepassada comum das seguintes famílias linguísticas e línguas:
- Afro-Asiática
- Altaica
- Cartevélica
- Chukotko-Kamchatkana
- Dené-Ienisseianas
- Dravídica
- Elamita
- Esquimó-Aleúte
- Indo-Europeia
- Nivkh
- Suméria
- Tirrénica
- Urálica
- Yukaghir